# Burg Bilstein (Lennestadt)

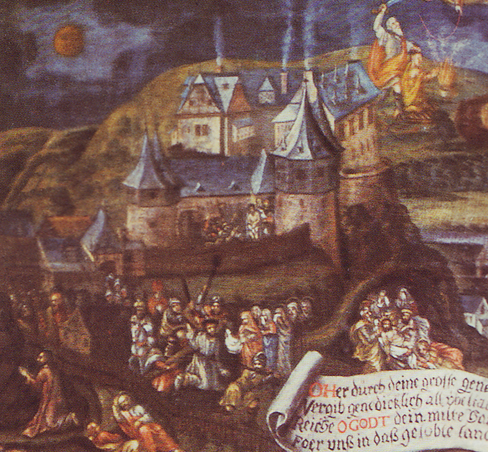
Älteste Ansicht von Burg Bilstein von 1561

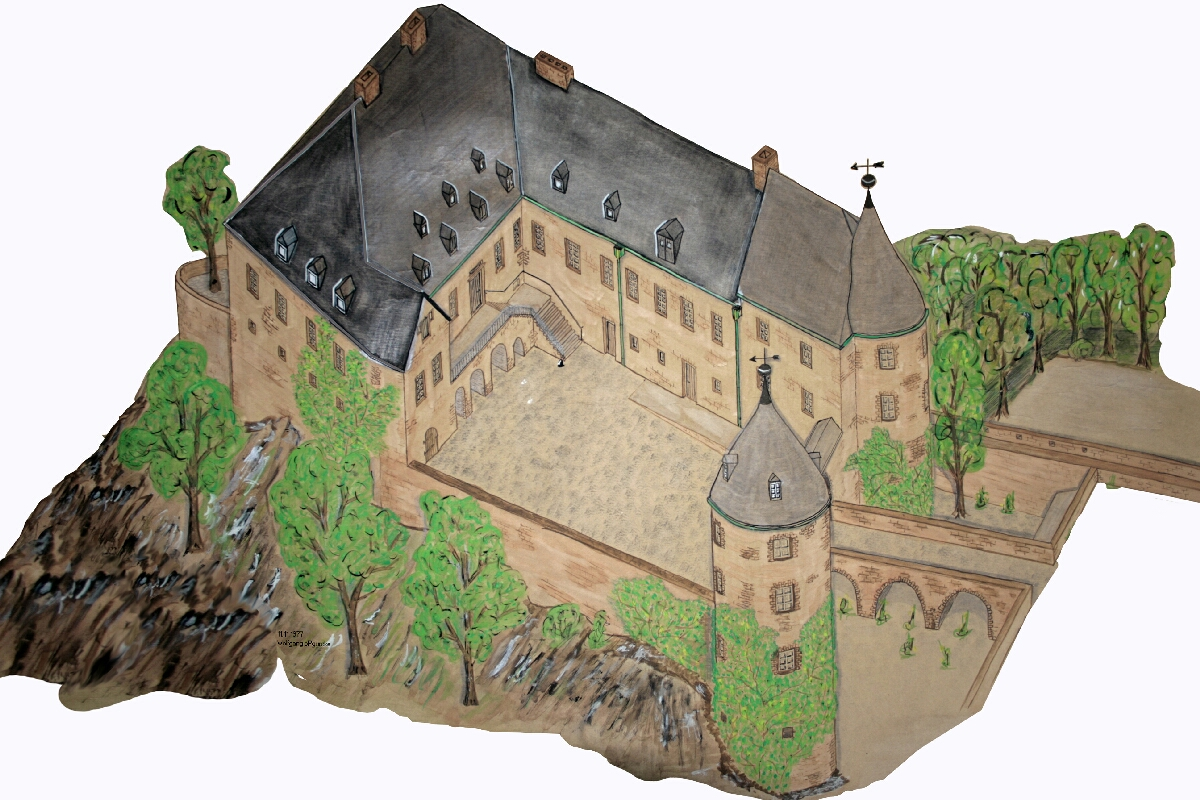
Rekonstruktion der Burg Bilstein vor der Erweiterung 1977 nach Bestandsplänen

Die Burg Bilstein ist eine Höhenburg im Sauerland. Sie befindet sich im gleichnamigen Stadtteil Bilstein der Stadt Lennestadt. Seit 1927 dient das Gebäude als Jugendherberge.

## Namensherkunft
Das Wort Bilstein (sowie sprachlich verwandte Bezeichnungen wie Beilstein, Bielstein etc.) ist als Flur- und Ortsname keine Seltenheit. Nach Förstemann bedeutet es so viel wie „ein steil aufragender oder hervorragender Stein“. Diese Beschreibung trifft auf die Felszunge des Bilsteiner Burgbergs zweifellos zu. Somit ging vermutlich der Name des aus Keratophyr (grünliches Vulkangestein) bestehenden Berges auf die Burg und die angrenzende Siedlung über. Abweichende Erklärungsversuche führen den Namen dagegen auf einen Jagdplatz, einen Götzen oder die althochdeutsche Bezeichnung billi für Schwert zurück.

## Burganlage
Die Burg Bilstein ist eine Spornburg auf einem Ausläufer des angrenzenden Rosenbergs. Dieser fällt nach drei Seiten steil ab, so dass die Verteidigungsanlagen der Burg allein zum Berg in nordöstlicher Richtung ausgerichtet werden mussten. Die Optik der Burg wird daher von den beiden Rundtürmen, die jeweils einen Durchmesser von etwa acht Metern haben, beherrscht: Dem Kapellenturm im Nordwesten und dem Hohnekampturm im Südosten. Die Türme sind durch einen unter dem Burghof verlaufenden Tunnel verbunden, oberirdisch spannt sich ein Anfang des 20. Jahrhunderts errichteter Torbogen.
Der nordwestliche Flügel der Hauptburg sowie der Mittelbau im Südwesten sind historische Bausubstanz. Der Trakt im Südosten wurde dagegen 1978 zur Erweiterung der Jugendherberge erbaut. Dem Mittelbau ist zur Talseite ein Söller vorgelagert, auf welchem eine weithin sichtbare Linde wächst.
Über den teilweise zugeschütteten, etwa 15 m breiten Halsgraben verbindet heutzutage eine gemauerte Brücke Hauptburg und Vorburg. Letztere umfasst drei Gebäude, welche als Torhaus, Fachwerkhaus und Feierhalle bezeichnet werden.

## Geschichte

### Die Anfänge
Die Burg Bilstein wurde von 1202 bis 1225 auf dem Rosenberg unter der Regie des Edelherrn Dietrich II. von Gevore erbaut. Die älteste bisher bekannte Erwähnung der Burg Bilstein findet sich in einer Urkunde aus dem Jahr 1225. In ihr bekundet Graf Gottfried II. von Arnsberg, dass Edelherr Dietrich von Bilstein dem Kloster Rumbeck sein voll eigenes Gut Seringhausen bei Erwitte verkauft hat.

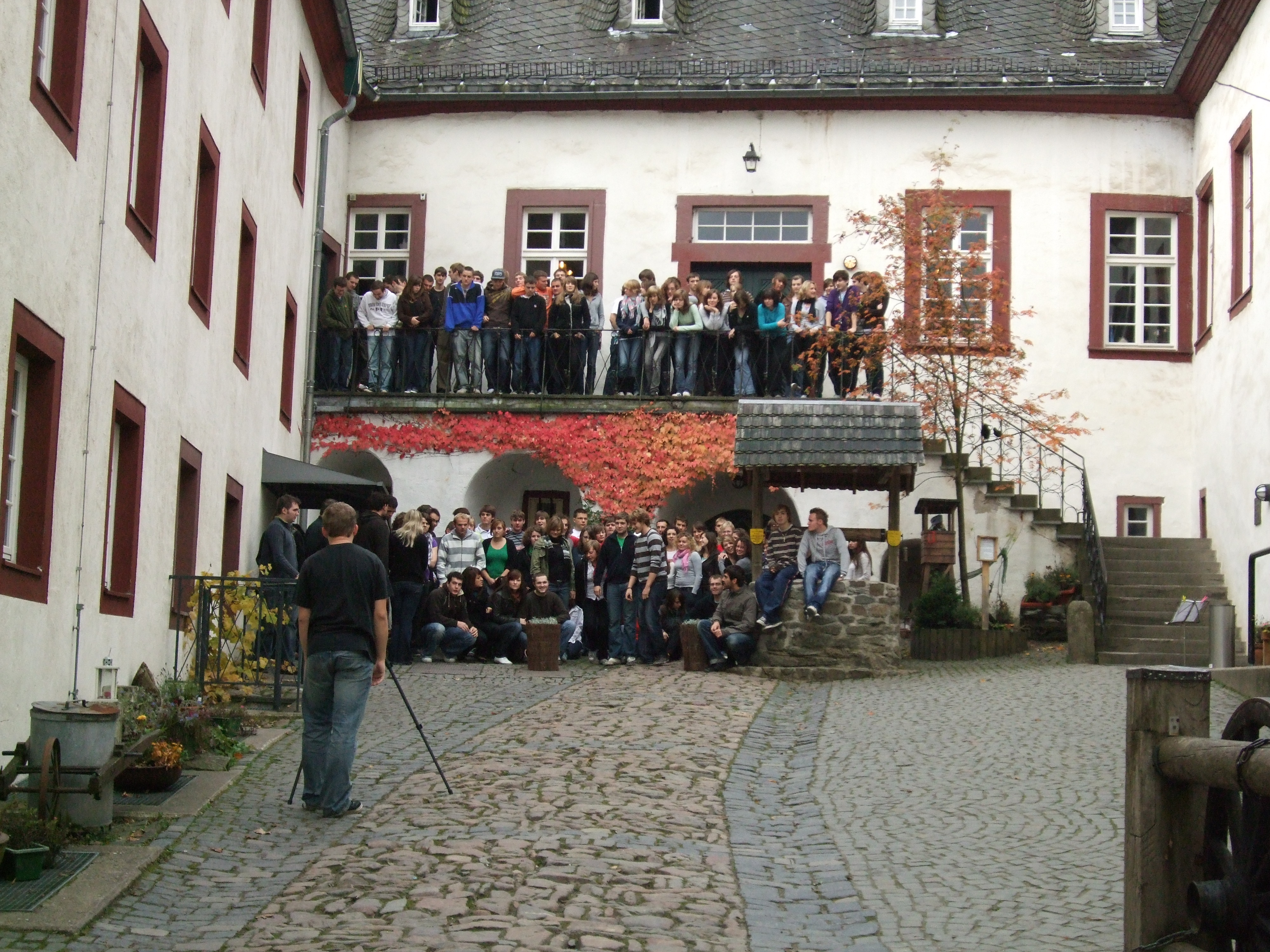
Innenhof mit Besuchergruppe

Sitz der Herren von Gevore war ursprünglich die Burg Peperburg im wenige Kilometer entfernten Grevenbrück, die jedoch aus ungeklärten Gründen Mitte des 12. Jahrhunderts verlassen wurde. Eine These besagt, dass der Adel sich in seine Jagdreviere zurückgezogen hatte. Dietrich II. von Gevore nannte sich fortan Dietrich I. von Bilstein.
Im Jahre 1363 ging die Burg in den Besitz der Grafen von der Mark über.

### Kurkölner Zeit

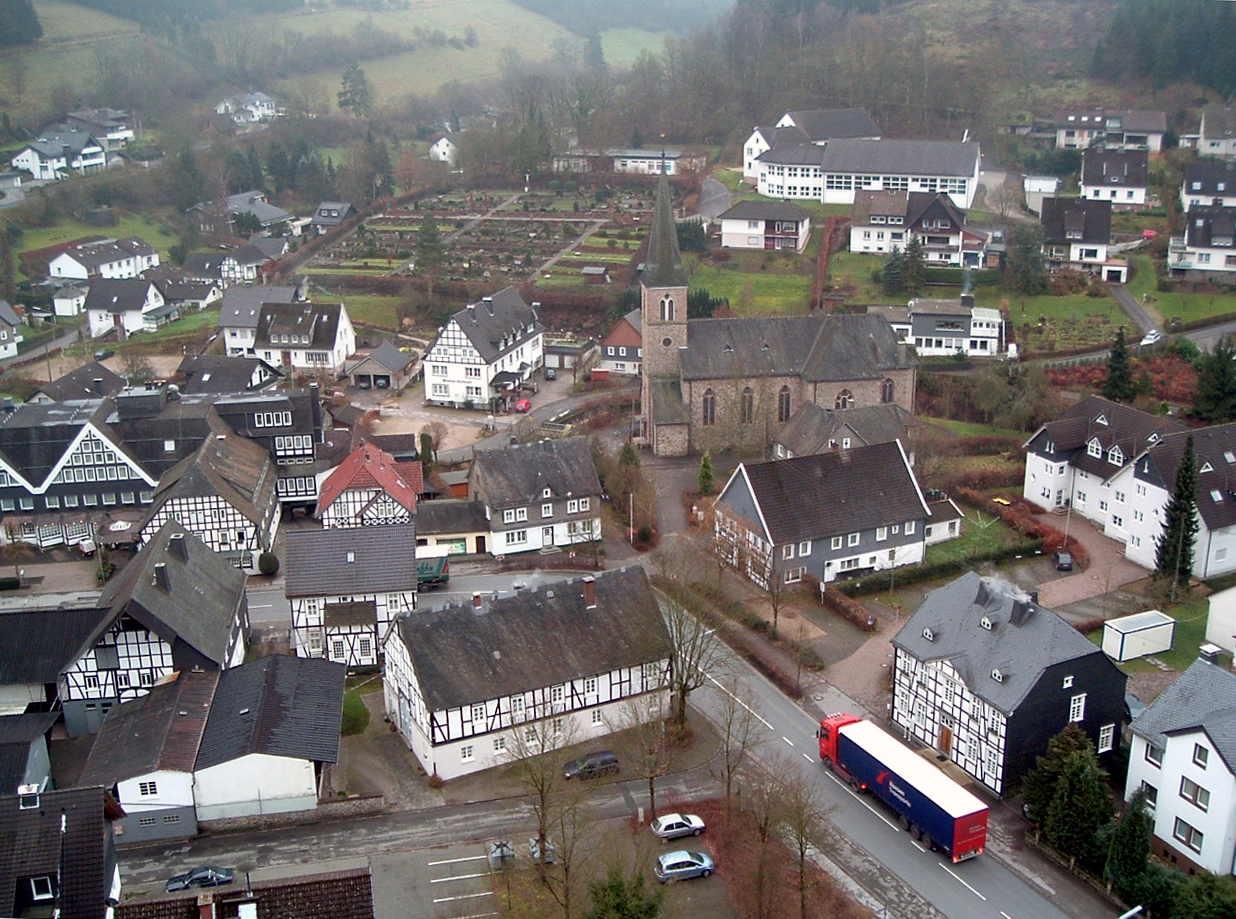
Blick von der Burg auf den mittelalterlichen Kern des Ortes Bilstein

Während der Soester Fehde konnte Kurköln die Burg nach mehrwöchiger Belagerung am 24. Oktober 1445 kampflos einnehmen. Bereits eine Woche vorher war ein Waffenstillstand geschlossen worden. Noch am Tag der Einnahme bestätigte Erzbischof Dietrich II. von Moers den Bilsteinern ihre angestammten Rechte und Freiheiten. Die Burg blieb bis zur Säkularisation 1802 in Kurkölner Besitz und wurde Sitz des Amtes Bilstein. Als Vertreter des Erzbischofs von Köln residierte dort der Amtsdrost. Auf Burg Bilstein wurde 1626 der bedeutende paderbornische Fürstbischof Ferdinand von Fürstenberg geboren.

### Preußische Zeit
1802 wurde das Gebiet um die Burg nach der Auflösung Kurkölns zunächst der Landgrafschaft Hessen-Kassel zugeteilt. Später, ab 1816, gehörte es zu Preußen. Die Burg war vom 16. Januar 1817 bis zum 31. Dezember 1818 Sitz des Kreises Bilstein, bevor 1819 die Verwaltung nach Olpe verlegt wurde. Bis 1920 war dort noch die Forstverwaltung untergebracht.

### Heute
Seit 1927 befindet sich im Burggebäude, das seit 1979 im Besitz des Deutschen Jugendherbergswerkes ist, eine Jugendherberge. Im Jahr 1978 wurde der Jahrhunderte zuvor durch ein Feuer zerstörte linke Seitenflügel komplett neu errichtet. Er beherbergt den Großteil der Gästezimmer sowie zwei Tagesräume.
Neben dem Jugendherbergsbetrieb finden auf Burg Bilstein auch seit Jahren regelmäßig Fantasy-Rollenspiel-Veranstaltungen wie LARP, Conventions und Ähnliches statt. Dazu gehören beispielsweise Events zum Tischrollenspiel Das Schwarze Auge, bei denen Charaktere aus dem Rollenspiel von Spiel-Autoren und Laienschauspielern verkörpert werden.

## Umgebung

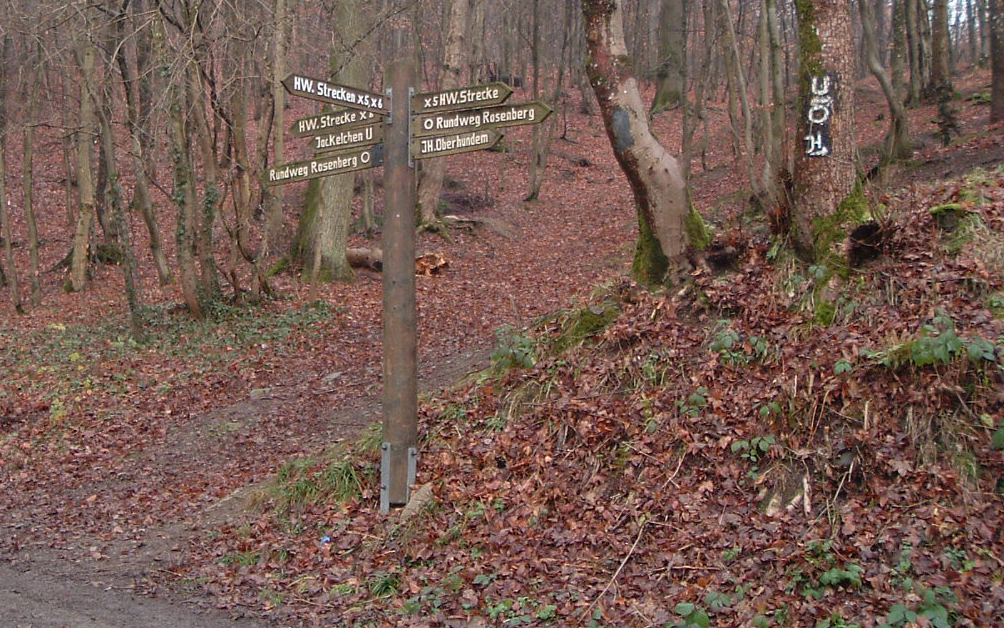
Wanderwegweiser in der Nähe der Burg

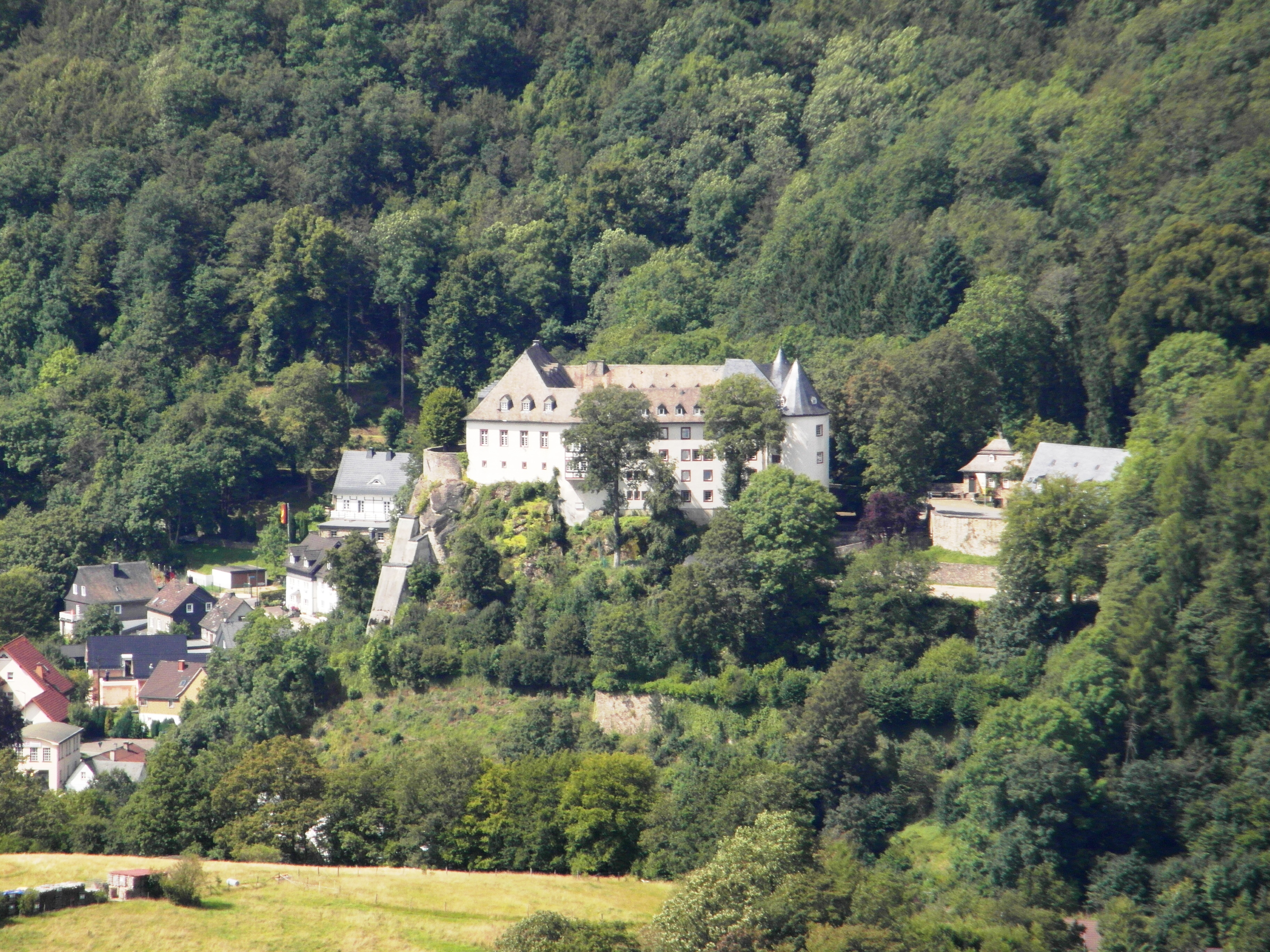
Burgansicht vom Turm der Hohen Bracht

Die Burg ist durch eine Straße vom westlichen Ortseingang Bilsteins aus erschlossen. Ein Parkplatz für Pkw und Busse liegt zu Füßen der Burg. Ein fußläufiger Weg mit einer 99-stufigen Treppe führt Wanderer zur Burg.
An der Burg führen einige Wanderwege vorbei, zum Beispiel der Siegerlandweg (X5) und der Robert-Kolb-Weg (X6). Beide Strecken sind Hauptwanderstrecken des Sauerländischen Gebirgsvereins. Weiterhin gibt es den Rundweg Rosenberg mit dem Zeichen „O“ und einen Wanderweg zum Jäckelchen mit dem Zeichen „U“. Ebenso führt der Veischeder Sonnenpfad „V“, der auf 36 km das Veischedetal umrundet, an der Burg entlang (seit 2013 zertifiziert als Qualitätsweg Wanderbares Deutschland).
Die Dorfgemeinschaft Freiheit Bilstein e. V. hat außerdem ein Faltblatt herausgegeben, auf dem sechs verschiedene Wanderrouten durch das Bilsteiner Land ausgewiesen sind.